# اگر نمی‌توانم عشق داشته باشم، قدرت می‌خواهم
اگر نمی‌توانم عشق داشته باشم، قدرت می‌خواهم (انگلیسی: If I Can't Have Love, I Want Power) چهارمین آلبوم استودیویی خوانندهٔ آمریکایی هالزی است که در ۲۷ اوت ۲۰۲۱ از طریق کپیتال رکوردز منتشر شد. هالزی برای تهیهٔ این آلبوم، با موسیقی‌دان آمریکایی ترنت رزنر و موسیقی‌دان انگلیسی آتیکوس راس از گروه ناین اینچ نیلز همکاری کرد. او این پروژه را «آلبومی مفهومی دربارهٔ لذت‌ها و ترس‌های بارداری و زایمان» توصیف کرد. این آخرین آلبوم او تحت انتشار کپیتال بود، و در آوریل ۲۰۲۳ از این ناشر خارج شد.
فیلمی سینمایی به کارگردانی فیلم‌ساز آمریکایی کالین تیلی، با عنوان آلبوم و همراه با موسیقی آن، در روزهای ۲۵ و ۲۶ اوت منتهی به انتشار آلبوم در سینماهای منتخب آی‌مکس در سراسر جهان نمایش داده شد. این آلبوم در جایگاه ده‌تای اول جدول‌های فروش سیزده کشور قرار گرفت و به رتبهٔ دوم بیلبورد ۲۰۰ ایالات متحده رسید. دو تک‌آهنگ برای تبلیغ آلبوم منتشر شد: «من زن نیستم، خدا هستم» که به رتبهٔ ۶۴ در بیلبورد هات ۱۰۰ رسید، و «تو این را خواستی». در فوریهٔ ۲۰۲۳، این آلبوم توسط انجمن صنعت ضبط موسیقی ایالات متحده آمریکا گواهی‌نامهٔ طلا کسب کرد.
اگر نمی‌توانم عشق داشته باشم، قدرت می‌خواهم نقدهای اکثراً مثبتی از منتقدان دریافت کرد که مفهوم بلندپروازانه و ساختار سینمایی آن را تحسین کردند. نام این آلبوم در ۱۰تای اول فهرست چندین نشریه از بهترین آلبوم‌های ۲۰۲۱ قرار گرفت و نامزد بهترین آلبوم آلترناتیو در شصت و چهارمین مراسم جایزه گرمی شد.

## بازخورد منتقدان
| بررسی جمعی           | بررسی جمعی |
| منبع                 | رتبه‌بندی   |
| -------------------- | ---------- |
| انی‌دیسنت‌میوزیک؟      | ۷٫۷/۱۰     |
| متاکریتیک            | ۸۰/۱۰۰     |
| بررسی انتقادی        |            |
| منبع                 | رتبه‌بندی   |
| آل‌میوزیک             | [ ۸ ]      |
| Clash                | ۸/۱۰       |
| ایندیپندنت           | [ ۱۰ ]     |
| Kerrang!             | ۴/۵        |
| The Line of Best Fit | ۸/۱۰       |
| ان‌ام‌ئی               | [ ۱۳ ]     |
| پیچفورک (وبگاه)      | ۷٫۰/۱۰     |
| رولینگ استون         | [ ۱۵ ]     |
| اسلنت مگزین          | [ ۱۶ ]     |
| سیدنی مورنینگ هرالد  | [ ۱۷ ]     |

 اگر نمی‌توانم عشق داشته باشم، قدرت می‌خواهم هنگام انتشار نقدهای عموماً مثبتی از طرف منتقدان دریافت کرد. این آلبوم در متاکریتیک بر اساس نظر ۱۷ منتقد، امتیاز ۸۰ از ۱۰۰ را کسب کرد که نشان‌دهندهٔ «نقدهای عموماً مطلوب» است.

## جدول‌ها
| جدول (۲۰۲۱)                                    | بالاترین جایگاه |
| ---------------------------------------------- | --------------- |
| آلبوم‌های استرالیایی (ای‌آرآی‌ای)                 | ۳               |
| آلبوم‌های اتریشی (آلبوم‌های او۳)                 | ۸               |
| آلبوم‌های بلژیکی (اولتراتاپ فلاندرز)            | ۴               |
| آلبوم‌های بلژیکی (اولتراتاپ والونیا)            | ۹               |
| آلبوم‌های کانادایی (بیلبورد)                    | ۵               |
| آلبوم‌های چک (سی‌ان‌اس آی‌اف‌پی‌آی)                  | ۸۴              |
| آلبوم‌های دانمارکی (هیت‌لیستن)                   | ۳۵              |
| آلبوم‌های هلندی (جدول‌های هلند)                  | ۶               |
| آلبوم‌های فنلاندی (جدول رسمی فنلاند)            | ۱۲              |
| آلبوم‌های فرانسوی (اس‌ان‌ئی‌پی)                    | ۷۰              |
| آلبوم‌های آلمانی (۱۰۰ آلبوم برتر رسمی)          | ۵               |
| آلبوم‌های ایرلندی (شرکت جدول‌های رسمی)           | ۶               |
| آلبوم‌های ایتالیایی (فیمی)                      | ۲۴              |
| آلبوم‌های ژاپنی (اوریکون)                       | ۱۵۶             |
| آلبوم‌های لیتوانیایی (AGATA)                    | ۱۷              |
| آلبوم‌های نیوزیلندی (آرام‌ان‌زد)                  | ۵               |
| آلبوم‌های نروژی (وی‌جی-لیستا)                    | ۹               |
| آلبوم‌های لهستانی (زدپی‌ای‌وی)                    | ۲۲              |
| آلبوم‌های پرتغالی (ای‌اف‌پی)                      | ۱۱              |
| آلبوم‌های اسکاتلندی (شرکت جدول‌های رسمی)         | ۳               |
| آلبوم‌های اسلواکی (ČNS IFPI)                    | ۳۴              |
| آلبوم‌های سوئدی (برترین‌های سوئد)                | ۲۴              |
| آلبوم‌های اسپانیایی (پروموزیکای)                | ۱۲              |
| آلبوم‌های سوئیسی (جدول موسیقی سوئیس)            | ۷               |
| آلبوم‌های بریتانیا (شرکت جدول‌های رسمی)          | ۵               |
| بیلبورد ۲۰۰ ایالات متحده                       | ۲               |
| آلبوم‌های آلترنیتیو برتر ایالات متحده (بیلبورد) | ۱               |

## گواهی‌نامه‌ها
| منطقه                                   | گواهی | واحد گواهی‌شده/فروش |
| --------------------------------------- | ----- | ------------------ |
| ایالات متحده (آرآی‌ای‌ای)                 | طلا   | ۵۰۰٬۰۰۰            |
| رقم فروش+پخش جاری تنها بر پایهٔ گواهی‌ها. |       |                    |